# 全叶紫菊
全叶紫菊（学名：Notoseris guizhouensis）是菊科紫菊属的植物，是中国的特有植物。分布于中国大陆的贵州等地，生长于海拔2,000米的地区，见于山坡、路旁阴湿处或灌丛中，目前尚未由人工引种栽培。